# Phyllospadix
Phyllospadix är ett släkte av bandtångsväxter. Phyllospadix ingår i familjen bandtångsväxter.
Kladogram enligt Catalogue of Life:
| Phyllospadix | \| \| Phyllospadix iwatensis \| \| \| \| \| \| Phyllospadix japonicus \| \| \| \| \| \| Phyllospadix juzepczukii \| \| \| \| \| \| Phyllospadix scouleri \| \| \| \| \| \| Phyllospadix serrulatus \| \| \| \| \| \| Phyllospadix torreyi \| \| \| \| |
|              | \| \| Phyllospadix iwatensis \| \| \| \| \| \| Phyllospadix japonicus \| \| \| \| \| \| Phyllospadix juzepczukii \| \| \| \| \| \| Phyllospadix scouleri \| \| \| \| \| \| Phyllospadix serrulatus \| \| \| \| \| \| Phyllospadix torreyi \| \| \| \| |
|              | bandtångssläktet |
|              | |
|              | Phyllospadix iwatensis |
|              | |
|              | Phyllospadix japonicus |
|              | |
|              | Phyllospadix juzepczukii |
|              | |
|              | Phyllospadix scouleri |
|              | |
|              | Phyllospadix serrulatus |
|              | |
|              | Phyllospadix torreyi |
|              | |

|  | Phyllospadix iwatensis   |
|  |                          |
|  | Phyllospadix japonicus   |
|  |                          |
|  | Phyllospadix juzepczukii |
|  |                          |
|  | Phyllospadix scouleri    |
|  |                          |
|  | Phyllospadix serrulatus  |
|  |                          |
|  | Phyllospadix torreyi     |
|  |                          |

## Bildgalleri

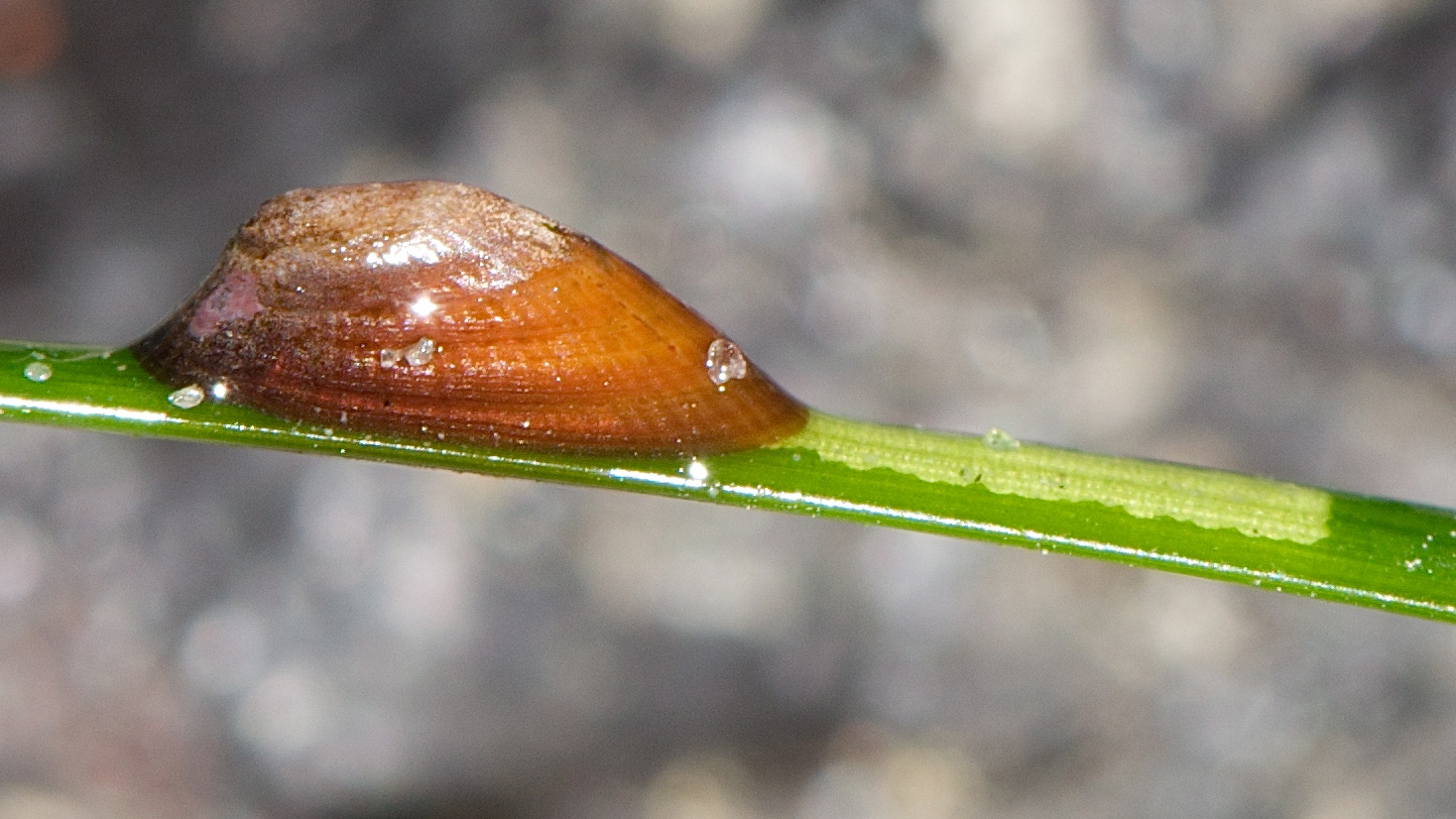